# Cayo Junio Donato
Cayo Junio Donato (fl. mediados del siglo III) fue un político romano, que fue nombrado cónsul en dos ocasiones, la segunda en 260, durante crisis del Siglo III.

## Biografía
Miembro de una familia de nobiles y quizá preveniente de una familia del norte de África, Donato fue nombrado cónsul sufecto en algún momento antes de 257. En dicho año, fue nombrado prefecto de la Ciudad de Roma y los emperadores Valeriano y Galieno se refieren a él como “nuestro amigo” en su cartas. Durante su época como prefecto de la ciudad, estuvo involucrado en la persecución a los cristianos en la urbe.
En 260, Donato fue nombrado segundo cónsul junto con Publio Cornelio Secular. Ostentó el cargo durante el tumultuoso período que vio la captura del emperador Valeriano en el este y la rebelión de Póstumo en la Galia.